# アメリカ合衆国中央情報長官
中央情報長官（ちゅうおうじょうほうちょうかん、Director of Central Intelligence (DCI)）は、1946年1月から2005年4月21日までアメリカ合衆国連邦政府に置かれていた役職である。中央情報局(CIA)の長であり、非公式にCIA長官(CIA Director)とも呼ばれたが、アメリカの各種情報機関（インテリジェンス・コミュニティー）の統括も行った。
情報改革及びテロ予防法の施行により、インテリジェンス・コミュニティーを統括する国家情報長官(DNI)とCIAのみを統括する中央情報局長官(D/CIA)に職務が分割された。

## 歴史
中央情報長官は、1946年1月23日にハリー・トルーマン大統領によって設置され、シドニー・ソワーズが初代長官に就任した。すなわち、1947年に設置されたCIAよりも前に設置されたものである。CIAは1947年に制定された国家安全保障法により国家安全保障会議(NSC)とともに設置された。
DCIは、CIAのみならずアメリカの情報機関全体を統括する役割を担っていたが、しばしば非公式に「CIA長官」と呼ばれた。DCIも、自身が直接管轄するCIAの指揮に集中してしまうことがあった。2001年9月11日のアメリカ同時多発テロ事件とその後の9/11委員会による調査を受けて、アメリカの情報機関を再編する動きが起こった。これによって2004年12月に成立した情報改革およびテロ予防法に基づき、DCIの職務は2つの役職に分割されることとなった。インテリジェンス・コミュニティー全体を統括する国家情報長官(DNI)と、CIAのみを統括する中央情報局長官(D/CIA)である。
この法律は2005年4月21日に発効し、在任中の第19代中央情報長官・ポーター・J・ゴスは初代中央情報局長官となった。初代国家情報長官にはジョン・ネグロポンテが就任した。

## 歴代中央情報長官
| 代                                                       | 氏名                        | 氏名                              | 任期                           | 任命した大統領        |
| -------------------------------------------------------- | --------------------------- | --------------------------------- | ------------------------------ | --------------------- |
| 1                                                        |                             | シドニー・ソワーズ                | 1946年1月23日 - 1946年6月10日  | ハリー・S・トルーマン |
| 2                                                        |                             | ホイト・ヴァンデンバーグ          | 1946年6月10日 - 1947年5月1日   | ハリー・S・トルーマン |
| 3                                                        |                             | ロスコー・H・ヒレンケッター       | 1947年5月1日 - 1950年10月7日   | ハリー・S・トルーマン |
| 4                                                        |                             | ウォルター・ベデル・スミス        | 1950年10月7日 - 1953年2月9日   | ハリー・S・トルーマン |
| 4                                                        | ドワイト・D・アイゼンハワー | ウォルター・ベデル・スミス        | 1950年10月7日 - 1953年2月9日   |                       |
| -                                                        |                             | アレン・ウェルシュ・ダレス        | 1953年2月9日 - 1953年2月26日   |                       |
| 5                                                        |                             | アレン・ウェルシュ・ダレス        | 1953年2月26日 - 1961年11月29日 |                       |
| 5                                                        | ジョン・F・ケネディ         | アレン・ウェルシュ・ダレス        | 1953年2月26日 - 1961年11月29日 |                       |
| 6                                                        |                             | ジョン・マコーン                  | 1961年11月29日 - 1965年4月28日 |                       |
| 6                                                        | リンドン・ジョンソン        | ジョン・マコーン                  | 1961年11月29日 - 1965年4月28日 |                       |
| 7                                                        |                             | ウィリアム・レイボーン            | 1965年4月28日 - 1966年6月30日  |                       |
| 8                                                        |                             | リチャード・ヘルムズ              | 1966年6月30日 - 1973年2月2日   | リチャード・ニクソン  |
| 9                                                        |                             | ジェームズ・R・シュレシンジャー   | 1973年2月2日 - 1973年7月2日    | リチャード・ニクソン  |
| -                                                        |                             | バーノン・A・ウォルターズ         | 1973年7月2日 - 1973年9月4日    | リチャード・ニクソン  |
| 10                                                       |                             | ウィリアム・コルビー              | 1973年9月4日 - 1976年1月30日   | リチャード・ニクソン  |
| 10                                                       | ジェラルド・フォード        | ウィリアム・コルビー              | 1973年9月4日 - 1976年1月30日   |                       |
| 11                                                       |                             | ジョージ・H・W・ブッシュ          | 1976年1月30日 - 1977年1月20日  |                       |
| -                                                        |                             | E・ヘンリー・ノキ                 | 1977年1月20日 - 1977年3月9日   |                       |
| -                                                        | ジミー・カーター            | E・ヘンリー・ノキ                 | 1977年1月20日 - 1977年3月9日   |                       |
| 12                                                       |                             | スタンズフィールド・ターナー      | 1977年3月9日 - 1981年1月20日   |                       |
| 13                                                       |                             | ウィリアム・J・ケーシー           | 1981年1月28日 - 1987年1月29日  | ロナルド・レーガン    |
| -                                                        |                             | ロバート・ゲーツ                  | 1986年12月18日 - 1987年5月26日 | ロナルド・レーガン    |
| 14                                                       |                             | ウィリアム・H・ウェブスター       | 1987年5月26日 - 1991年8月31日  | ロナルド・レーガン    |
| 14                                                       | ジョージ・H・W・ブッシュ    | ウィリアム・H・ウェブスター       | 1987年5月26日 - 1991年8月31日  |                       |
| -                                                        |                             | リチャード・ジェームズ・カー      | 1991年9月1日 - 1991年11月6日   |                       |
| 15                                                       |                             | ロバート・ゲーツ                  | 1991年11月6日 - 1993年1月20日  |                       |
| -                                                        |                             | ウィリアム・O・ステューデマン     | 1993年1月21日 - 1993年2月5日   | ビル・クリントン      |
| 16                                                       |                             | R・ジェームズ・ウルジー・ジュニア | 1993年2月5日 - 1995年1月10日   | ビル・クリントン      |
| -                                                        |                             | ウィリアム・O・ステューデマン     | 1995年1月11日 - 1995年5月9日   | ビル・クリントン      |
| 17                                                       |                             | ジョン・M・ドイッチ               | 1995年5月10日 - 1996年12月15日 | ビル・クリントン      |
| -                                                        |                             | ジョージ・J・テネット             | 1996年12月16日 - 1997年7月11日 | ビル・クリントン      |
| 18                                                       |                             | ジョージ・J・テネット             | 1997年7月11日 - 2004年7月11日  | ビル・クリントン      |
| 18                                                       | ジョージ・W・ブッシュ       | ジョージ・J・テネット             | 1997年7月11日 - 2004年7月11日  |                       |
| -                                                        |                             | ジョン・E・マクラフリン           | 2004年7月12日 - 2004年9月24日  |                       |
| 19                                                       |                             | ポーター・J・ゴス                 | 2004年9月24日 - 2005年4月21日  |                       |
| 中央情報長官の職務は国家情報長官と中央情報局長官に分割。 |                             |                                   |                                |                       |